# Coqueiro Baixo
Coqueiro Baixo là một đô thị thuộc bang Rio Grande do Sul, Brasil. Đô thị này có diện tích 112,322 km², dân số năm 2007 là 1566 người, mật độ 13,94 người/km².